# Annika Román
Annika Román, född 1963, var kommunalråd (2010–2018) och vice kommunstyrelseordförande (2014–2018) i Helsingborgs kommun, representerande Miljöpartiet.

## Politik
Annika Román har för Expressen berättar att hon och partiet ställt sig emot idén om så kallad sandsugning i havet i syfte att sedan använda sanden som barriärer och skydd mot högre vattenstånd på grund av klimatförändringarna. Sandsugning stör enligt Annika Román havsmiljön och är ett hot mot den biologiska mångfalden och hälsan i havet. 